# Удачное (Красноярский край)
Уда́чное — село в Большеулуйском районе Красноярского края. Административный центр Удачинского сельсовета.

## География
Село находится в западной части края, в подтаёжно-лесостепном районе лесостепной зоны, на правом берегу реки Кумырка, на расстоянии приблизительно 12 км (по прямой) к западу от Большого Улуя, административного центра района. Абсолютная высота — 199 метров над уровнем моря.
Климат
Климат характеризуется как резко континентальный, с продолжительной морозной зимой и коротким тёплым летом. Средняя температура воздуха самого тёплого месяца (июля) составляет 17,9 °C (абсолютный максимум — 38 °C); самого холодного (января) — −18,2 °C (абсолютный минимум — −61 °C). Продолжительность безморозного периода составляет в среднем 105 дней. Среднегодовое количество атмосферных осадков составляет 474 мм, из которых 341 мм выпадает в период с апреля по октябрь.

## История
Основано в 1907 году. По данным 1926 годав селе имелось 102 хозяйства и проживало 492 человека (254 мужчины и 238 женщин). В национальном составе населения того периода преобладали русские. Функционировала школа I ступени. В административном отношении являлось центром Удачинского сельсовета Больше-Улуйского района Ачинского округа Сибирского края.

## Население
| 2010 |
| ---- |
| 131  |

Половой состав
По данным Всероссийской переписи населения 2010 года, в гендерной структуре населения мужчины составляли 46,6 %, женщины — соответственно 53,4 %.
Национальный состав
Согласно результатам переписи 2002 года, в национальной структуре населения русские составляли 90 % из 187 чел.